# El Puerto, Cotija
El Puerto är en ort i Mexiko.   Den ligger i kommunen Cotija och delstaten Michoacán de Ocampo, i den centrala delen av landet, 400 km väster om huvudstaden Mexico City. El Puerto ligger 1 619 meter över havet och antalet invånare är 112.
Terrängen runt El Puerto är kuperad. Runt El Puerto är det ganska glesbefolkat, med 50 invånare per kvadratkilometer. Närmaste större samhälle är Cotija de la Paz, 4,0 km väster om El Puerto. I omgivningarna runt El Puerto växer huvudsakligen savannskog.